# اسلاوا سوکرمان
ولادیسلاو "اسلاوا" مندلیه‌ویچ سوکرمان (روسی: Владисла́в "Сла́ва" Менделе́вич Цукерма́н؛ زادهٔ ۹ مارس ۱۹۴۰) کارگردان یهودی‌تبار اهل روسیه است.
از فیلم‌هایی که وی در آن‌ها نقش داشته‌است، می‌توان به پرسترویکا اشاره نمود.